# 北门教堂 (河内市)
北门教堂 (越南语：／）原名殉教者教堂（法語：Église des Martyrs），由法国殖民当局修建于1932年。今天，北门教堂是越南河内的三座主要罗马天主教教堂之一，另外两座是咸龙教堂和圣若瑟主教座堂。

## 历史

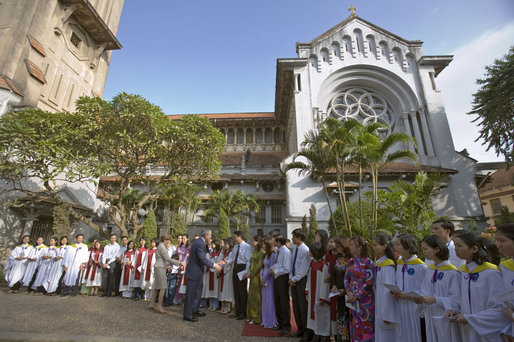
布什访问北门教堂

1930年代初，法国建筑师歐內斯特·埃布拉德开始重新规划河内城市，其中包括在昇龍皇城北门前新建一座天主教堂。由于其地理位置，这座教堂通常称为北门教堂。 这座折衷主义建筑拥有明显的Art Deco装饰，又融入了一些越南传统的建筑元素，被视为欧洲与越南建筑混合风格的良好例证。
2006年11月，北门教堂举行了越南天主教徒和新教徒的联合礼拜仪式，正在访问越南的美国总统乔治·沃克·布什参加了这一仪式。。